# Élections générales maltaises de 1966
Les élections générales maltaises de 1966 (en anglais : Maltese general election, 1966) permettent d'élire les députés de la quatorzième législature de la Chambre des députés, pour un mandat de cinq ans.

## Système électoral
Depuis l'indépendance du pays en 1964, la Chambre des représentants est le parlement monocaméral de Malte. Elle est composée de 50 sièges. Ses membres sont élus pour un mandat de cinq ans au vote unique transférable dans dix circonscriptions de cinq sièges chacune. Aucun seuil électoral n'est requis pour entrer au parlement.

## Résultats
| Parti politique             | Siège de député |
| --------------------------- | --------------- |
| Parti nationaliste          | 28              |
| Parti travailliste de Malte | 22              |